# Evangelisches Jugendwerk in Württemberg
Das Evangelische Jugendwerk in Württemberg (EJW) ist eine Dachorganisation der evangelischen Jugendarbeit im Bereich der Evangelischen Landeskirche in Württemberg mit Hauptsitz in Stuttgart. Es arbeitet als Landesstelle selbständig im Auftrag der Evangelischen Landeskirche, fördert die evangelische Jugendarbeit in Gemeinden und Kirchenbezirken und vertritt die gemeinsamen Interessen. Das EJW ist Mitglied des CVJM-Gesamtverbandes. Innerhalb des Landesjugendrings Baden-Württemberg stellt das EJW den größten Mitgliedsverband dar. In Projekten wie oaseBW (Online-Antrag und Statistik-Erhebung Baden-Württemberg) setzt das EJW im Auftrag des Sozialministeriums Aufgaben für die gesamte Kinder- und Jugendarbeit in Baden-Württemberg federführend um.

## Geschichte
Am 20. Januar 1869 wurde von 17 württembergischen und drei badischen Vereinen in Stuttgart der Süddeutsche Evangelische Jünglingsbund gegründet. Am 17. Oktober 1946 fand die Neuordnung der Evangelischen Jugendarbeit in Württemberg statt. Die Landesjugendstelle wurde aufgehoben und die gesamte Jugendarbeit an das Evangelische Jungmännerwerk und das Evangelische Mädchenwerk übertragen, die ihren Dienst im Auftrag der Landeskirche selbständig weiterführten. 1971 fusionierten wiederum beide Werke zum heutigen Evangelischen Jugendwerk in Württemberg.

## Struktur und statistische Daten
In den Gemeinden vor Ort gestalten vorwiegend ehrenamtliche Mitarbeiter in Ortsjugendwerken und CVJM die Jugendarbeit in Form von Gruppenarbeit und Einzelangeboten (Freizeiten, Seminare usw.).
Die Ortsgemeinden sind in 47 Bezirksjugendwerken zusammengeschlossen. Diese unterstützen die Gemeindejugendarbeit durch Mitarbeiterschulung, Mitarbeiterbegleitung, ortsübergreifende Aktionen und durch Angebote von Jugendreisen/Freizeiten. In den Bezirksjugendwerken arbeiten Jugendreferenten unter der Fachaufsicht eines ehrenamtlichen Vorstands.
Auf Landesebene vertritt die Landesstelle die evangelische Jugendarbeit gegenüber Landeskirche, Staat und Gesellschaft. In Zusammenarbeit mit Orten und Bezirken werden Modelle der Jugendarbeit erprobt und multipliziert. Ferner organisiert die Landesstelle Großveranstaltungen und bietet überregionale Freizeit- und Schulungsmaßnahmen an.
Auf Bundesebene vertritt der CVJM-Gesamtverband die evangelische Jugendarbeit. Spezielle deutschlandweite Schulungen wie offizielle Übungsleiterlizenzen werden hier angeboten. Auch die Ausbildung im Bereich ErlebnispädagogikInsgesamt nehmen in Baden-Württemberg jedes Jahr etwa 300.000 junge Menschen an einem der über 15.000 regelmäßigen evangelischen Gruppenangebote teil. Hinzu kommen gut 460.000 Teilnahmen an Einzelangeboten wie Freizeiten, Seminaren oder Sportturnieren. Diese Angebote werden sowohl vom EJW als auch von der Evangelischen Jugend Baden und anderen evangelischen Jugendverbänden verantwortet. Alleine in Württemberg engagieren sich gut 53.000 Personen für die evangelische Arbeit mit Kindern und Jugendlichen (Stand: 2014).

## Angeschlossene Verbände, Häuser und Institutionen
Dem EJW sind die folgenden Jugendverbände angeschlossen:
- CVJM-Landesverband Württemberg

Logo des CVJM-Landesverbandes bis 2021

Logo des CVJM-Landesverbandes seit 2022

- Evangelische Jugend im ländlichen Raum
- Verband Christlicher Pfadfinderinnen und Pfadfinder in Württemberg
- Evangelische Sportbewegung: Sportverband Eichenkreuz Württemberg[9][10][11]

Die Landesstelle des EJW verfügt neben ihrem Sitz in Stuttgart-Vaihingen über die Tagungsstätte Bernhäuser Forst (Leinfelden-Echterdingen bei Stuttgart), das Sport- und Freizeitheim Kapf (Egenhausen im Schwarzwald), das Bergheim Unterjoch (Allgäu) sowie den Silserhof (Schweiz).
Zum EJW gehört zudem die Stiftung Jugend – Bibel – Bildung, der EJW-Förderverein sowie der christliche Verlag buch+musik.

## Ziele und Angebote
Die Ziele des EJW (Zusatzerklärung zu § 2 Abs. 1 der Ordnung des EJW) wurden von der Delegiertenversammlung am 24. Mai 2003 im Bernhäuser Forst diskutiert, ergänzt und wie folgt beschlossen:
„Wir begegnen jungen Menschen in ihren Lebenswelten und laden sie zu einem eigenen Glauben an Jesus Christus ein. Sie finden so eine sinnstiftende Orientierung für ihr Leben.
Wir begleiten junge Menschen dabei, ihr Leben aus diesem Glauben heraus zu gestalten. Sie erleben tragfähige Gemeinschaft, gewinnen Werte und entwickeln Lebenskompetenz.
Wir befähigen junge Menschen zur Übernahme von Verantwortung und begleiten sie dabei. Sie gestalten Jugendarbeit, Kirche und Gesellschaft im weltweiten Horizont.
Wir schaffen deshalb zusammen mit jungen Menschen die dafür notwendigen Rahmenbedingungen und vertreten ihre Interessen.“
Hierzu werden für Kinder, Jugendliche und junge Erwachsene sowie Familien Gruppenangebote gemacht, z. B. Jungschargruppen, Sportangebote oder Blechbläsergruppen (Posaunenchor). Dem EJW sind alle Posaunenchöre im Bereich der Evangelischen Landeskirche in Württemberg mit etwa 15.000 Bläsern angeschlossen. Das EJW ist ein Mitgliedsverband im „Evangelischen Posaunendienst in Deutschland e. V.“ (EPiD). In Ulm findet alle zwei Jahre der größte deutsche Landesposaunentag, seit 2000 unter Leitung von Kirchenmusikdirektor Hans-Ulrich Nonnenmann, statt.
Weitere Angebote sind:
- Bands und Jugendchöre (beispielsweise die überregionale TEN-SING-Arbeit und der Arbeitsbereich musikplus – Popularmusik im EJW)
- Aktionsgruppen für die Entwicklung der Partnerschaft mit Entwicklungsländern (EJW-weltdienst) und für die Integration von Behinderten
- Freizeiten / Jugendreisen, Jugendgruppenleiterlehrgänge und Seminare
- Landesspieltag[12]
- Landesposaunentag[13]
- Experimentelle Bildungsräume
- ChurchNight, ein Modellprojekt der Evangelischen Kirche in Deutschland[14] und eine seit 2006 durchgeführte Kampagne des Evangelischen Jugendwerks in Württemberg.[15]
- Freiwilligendienst mit jährlich über 100 Freiwilligen im Bundesfreiwilligendienst oder im Freiwilligen Sozialen Jahr
- Sport, sportliche Angebote führen den Eigennamen Eichenkreuz.[16]

## Beruflicher Werdegang der hauptamtlichen Mitarbeiter
Neben speziellen Ausbildungen wie einem abgeschlossenen Studium der Sportwissenschaften oder Musik werden Empfehlungen für bestimmte Fachschulen und Hochschulen an die zukünftigen Bewerber ausgesprochen.
Ziel der Regelausbildung ist es, den Mitarbeitern das erforderliche Fachwissen zu vermitteln. Das geschieht durch eine kirchlich geordnete, theologische als auch durch eine staatlich anerkannte, soziale, pflegerische oder pädagogische Ausbildung.